# Hrabstwo Hart (Kentucky)

Piramida wieku hrabstwa

Hrabstwo Hart – hrabstwo w USA, w stanie Kentucky. Według danych z 2000 roku, hrabstwo zamieszkiwało 17445 osób. Siedzibą hrabstwa jest Munfordville.

## Miasta
- Bonnieville
- Hardyville (CDP)
- Horse Cave
- Munfordville